# Duché de Nassau
Pour les articles homonymes, voir Nassau.
1806–1866
Entités précédentes :
- Nassau-Usingen
- Nassau-Weilbourg
- Principauté d'Orange-Nassau

Entités suivantes :
- Province de Hesse-Nassau ( Royaume de Prusse)

Le duché de Nassau (en allemand : Herzogtum Nassau) est un ancien État de la confédération du Rhin puis de la Confédération germanique créé en 1806 et annexé par le royaume de Prusse en 1866 à la suite de la guerre austro-prussienne ; il devient alors une partie de la province de Hesse-Nassau.
Depuis le 23 novembre 1890, le titre de duc ou duchesse de Nassau est porté par le chef d'État du grand-duché de Luxembourg.

## Géographie
105 km du nord au sud et 75 km de l'est à l'ouest ; capitale Weilbourg, puis Wiesbaden à partir de 1816. Il est traversé par la chaîne du Westerwald et arrosé par la Lahn, le Main, le Sieg, le Rhin.

## Histoire
Le duché de Nassau est créé par le traité de Paris le 12 juillet 1806 dont l'article 5 confère le titre de duc au chef de la maison de Nassau, Frédéric-Auguste, prince de Nassau-Usingen.
Avant son annexion à la Prusse, ce duché avait une voix partagée avec le duché de Brunswick aux diètes ordinaires et deux pour lui seul à l'assemblée générale. Des soldats nassauviens ont participé à la bataille de Waterloo sous le commandement de Wellington. Durant la guerre austro-prussienne de 1866, le duc de Nassau apporte son soutien aux Autrichiens. Après leur défaite, le duché est annexé au royaume prussien, fusionné avec l'électorat de Hesse et la Ville libre de Francfort pour constituer la province de Hesse-Nassau. Le duc reçoit toutefois un substantiel dédommagement[évasif].

## Territoire
À sa création, le duché comprend :
- les principautés de Nassau-Usingen et Nassau-Weilbourg, à l'exception de la ville de Deutz avec son territoire, la ville et le bailliage de Königswinter et le bailliage de Villich, cédés au grand-duc de Berg[3] ;
- les territoires médiatisés suivants[4] :
  - les bailliages de Dierdorf, Altenwied, Neuenbourg ; la partie du comté de Bas-Isenbourg appartenant au prince de Wied-Runkel ;
  - le comté de Wied-Neuwied[5] ;
  - le comté de Holzappel et la seigneurie de Schaumbourg, possessions des Anhalt-Hoym, une branche de la maison d'Anhalt-Bernbourg[6] ;
  - le comté de Dietz et ses dépendances[7] ;
  - la partie du village de Münzfelden, appartenant au prince de Nassau-Fulde[8] ;
  - les bailliages de Wehrheim et de Burbach, appartenant en commun aux maisons de Nassau-Dietz et de Nassau-Orange[9] ;
  - la partie de la seigneurie de Runkel, située à la gauche de la Lahn[10] ;
  - la terre équestre de Kransberg, possession du comte de Bassenheim[11] ;
  - les bailliages de (Solms-)Hohensolms, (Solms-)Braunfels et (Solms-)Greifenstein, possessions de la maison de Solms[12].

## Ducs et duchesses de Nassau
Chefs d'État du duché de Nassau
- 1806 – 24 mars 1816 : Frédéric-Auguste
- 24 mars 1816 – 20 août 1839 : Guillaume
- 20 août 1839 – 20 septembre 1866 : Adolphe

Chefs d'État du grand-duché de Luxembourg
| Début            | Fin              | Nom            | Titulature |
| ---------------- | ---------------- | -------------- | --- |
| 23 novembre 1890 | 17 novembre 1905 | Adolphe        | |
| 17 novembre 1905 | 25 février 1912  | Guillaume IV   | |
| 25 février 1912  | 15 janvier 1919  | Marie-Adélaïde | |
| 15 janvier 1919  | 12 novembre 1964 | Charlotte      | |
| 12 novembre 1964 | 7 octobre 2000   | Jean           | |
| 7 octobre 2000   |                  | Henri          | Grand-duc de Luxembourg, duc de Nassau, prince de Bourbon-Parme, comte palatin du Rhin, de Sayn, Königstein, Katzenelnbogen et Diez, vicomte de Hammerstein, seigneur de Mahlberg, de Wiesbaden, d’Idstein, de Merenberg, de Limburg et Eppstein, chevalier de Namur |